# Reformierte Kirche Oron-la-Ville

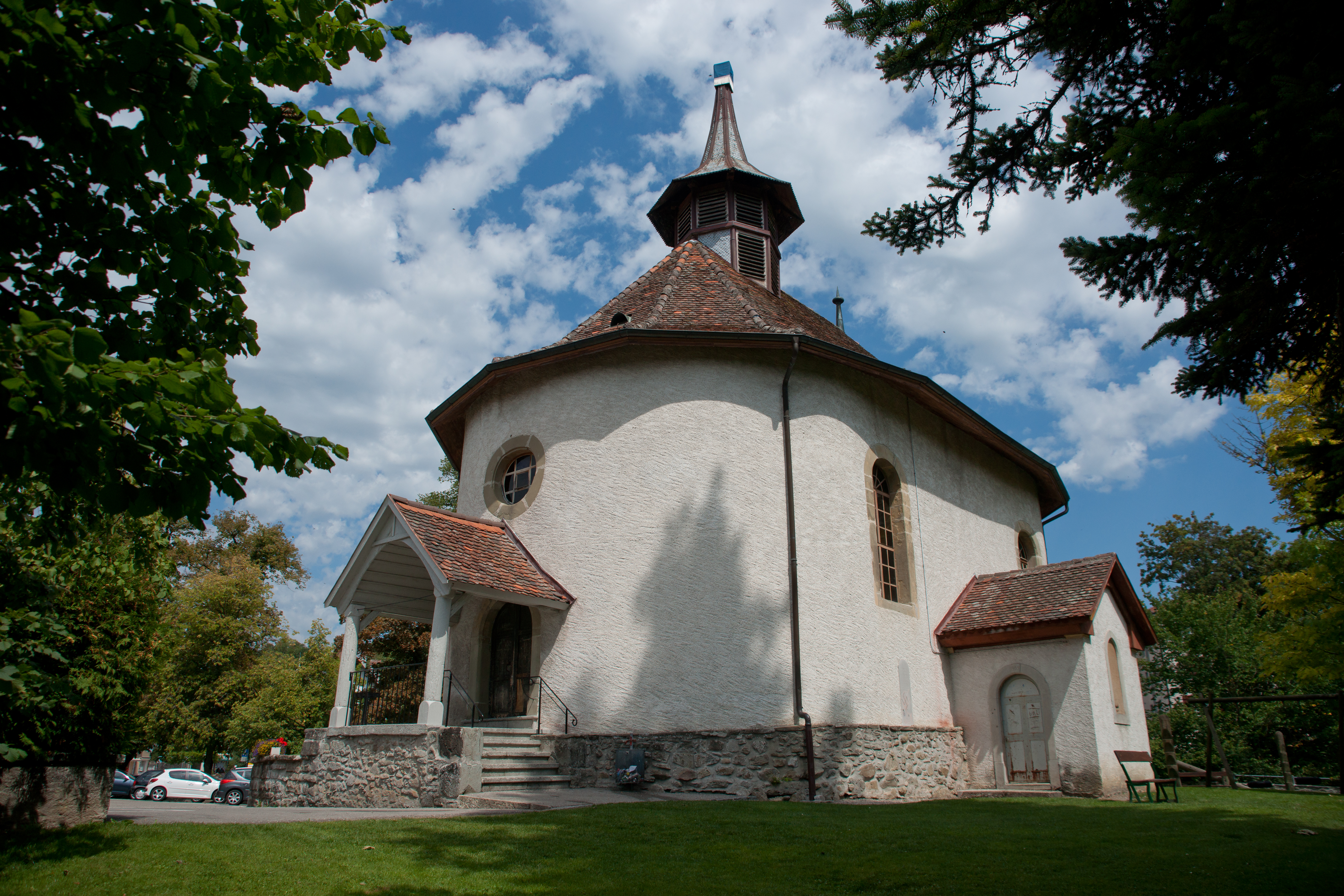
Aussenansicht der Kirche

Die Reformierte Kirche Oron-la-Ville (französisch Temple d’Oron-la-Ville) ist eine Ovalkirche der  Église Évangélique Réformée du canton de Vaud in der Gemeinde Oron VD, Schweiz.

## Geschichte
Die Kirche wurde durch den Berner Baumeister Abraham Dünz 1678 als Querkirche mit polygonalem, annähernd ovalem Grundriss errichtet. 1816 wurde sie zur Längskirche umgebaut. Das erste Beispiel dieses ungewöhnlichen Bauschemas lieferte Dünz einige Jahre zuvor mit der Kirche von Chêne-Pâquier.

## Beschreibung
Die schlichte Kirche verfügt über drei Portale und einen Dachreiter. Seit 1816 befindet sich die Kanzel auf der Ostseite der Kirche. Die gegenüberliegende Seite wird durch eine Empore ausgefüllt.